# Chromocyphella
Chromocyphella är ett släkte av svampar. Enligt Catalogue of Life ingår Chromocyphella i familjen Inocybaceae, ordningen Agaricales, klassen Agaricomycetes, divisionen basidiesvampar och riket svampar, men enligt Dyntaxa är tillhörigheten istället familjen Chromocyphellaceae, ordningen Agaricales, klassen Agaricomycetes, divisionen basidiesvampar och riket svampar.
|                | Phaeosolenia |
|                | |
|                | Phaeomarasmius |
|                | |
|                | Inocybe |
|                | |
|                | Flammulaster |
|                | |
|                | Tubaria |
|                | |
|                | Crepidotus |
|                | |
|                | Pleuroflammula |
|                | |
|                | Astrosporina |
|                | |
|                | Pleurotellus |
|                | |
|                | Simocybe |
|                | |
|                | Auritella |
|                | |
|                | Phaeomyces |
|                | |
|                | Pellidiscus |
|                | |
|                | Episphaeria |
|                | |
| Chromocyphella | \| \| Chromocyphella pinsapinea \| \| \| \| \| \| Chromocyphella bryophyticola \| \| \| \| \| \| Chromocyphella burtii \| \| \| \| \| \| Chromocyphella galeata \| \| \| \| \| \| Chromocyphella muscicola \| \| \| \| |
|                | \| \| Chromocyphella pinsapinea \| \| \| \| \| \| Chromocyphella bryophyticola \| \| \| \| \| \| Chromocyphella burtii \| \| \| \| \| \| Chromocyphella galeata \| \| \| \| \| \| Chromocyphella muscicola \| \| \| \| |
|                | Chromocyphella pinsapinea |
|                | |
|                | Chromocyphella bryophyticola |
|                | |
|                | Chromocyphella burtii |
|                | |
|                | Chromocyphella galeata |
|                | |
|                | Chromocyphella muscicola |
|                | |

|  | Chromocyphella pinsapinea    |
|  |                              |
|  | Chromocyphella bryophyticola |
|  |                              |
|  | Chromocyphella burtii        |
|  |                              |
|  | Chromocyphella galeata       |
|  |                              |
|  | Chromocyphella muscicola     |
|  |                              |